# Leo Schipper
Leo Schipper, bijnaam Baas Skippa (Paramaribo, 20 september 1938 - aldaar, 26 september 1984), is een Surinaams voetballer en coach. Hij speelde voor NAKS, SV Transvaal, SV Robinhood en het Surinaams voetbalelftal. Daarna werd hij coach voor SV Robinhood.

## Carrière
Leo Schipper begon met voetballen op het Mr. Bronsplein, waar hij werd ontdekt door NAKS. Na een succesvol seizoen bij NAKS stapte hij op 11 april 1957 over naar SV Transvaal.
Op 28 april 1958 stapte hij over naar SV Robinhood. Hier bleef hij tien jaar lang spelen en won de landstitels van 1959 en 1961, en speelde internationaal tegen clubs uit Trinidad en Tobago, Brazilië en de Nederlandse Antillen.
Schipper speelde voor het Surinaams voetbalelftal tegen Cuba en Peru in de kwalificatiewedstrijden van de Olympische Zomerspelen van 1960. Zijn debuut was op 20 september 1959 in een vriendschappelijke wedstrijd tegen Martinique die eindigde in een 1-0 overwinning. Op 25 oktober 1959 speelde hij tegen Trinidad en Tobago in het Rif Stadion in Willemstad, Curaçao, en twee dagen tegen de Nederlandse Antillen. Hij scoorde zijn eerste doelpunt op 4 april 1963 tegen Trinidad en Tobago, in een 4-3 overwinning in het André Kamperveenstadion.

### Coach
Na zijn spelerscarrière werd hij coach bij SV Robinhood. Na twee seizoenen nam Ro Kolf het roer van hem over.
Later richtte hij samen met Jimmy Bhagwandas en Uncle Hoen het Rensprojekt op, een sportvereniging in zijn wijk in Paramaribo. Hiervan was hij tot aan zijn dood op 46-jarige leeftijd lid. De Leo Schipperstraat in Paramaribo is naar naar hem vernoemd.